# Saint-Tropez (singolo)
Saint-Tropez è un singolo del rapper statunitense Post Malone, pubblicato il 29 agosto 2020 come settimo estratto dal terzo album in studio Hollywood's Bleeding.

## Video musicale
Il video musicale, girato nell'omonima città francese e diretto da Chris Villa, è stato pubblicato su YouTube l'11 settembre 2019.

## Tracce
Testi e musiche di Austin Post, Adam Feeney, Jahaan Akil Sweet, Nima Jahanbin, Paimon Jahanbin, Louis Bell e Billy Walsh.
1. Saint-Tropez – 2:30

## Formazione
Musicisti
- Post Malone – voce
- Frank Dukes – strumentazione, programmazione, basso
- Jahaan Akil Sweet – strumentazione, programmazione
- Wallis Lane – strumentazione, programmazione

Produzione
- Frank Dukes – produzione
- Jahaan Akil Sweet – produzione
- Wallis Lane – produzione
- Louis Bell – produzione vocale, registrazione
- Mike Bozzi – mastering
- Manny Marroquin – missaggio
- Chris Galland – assistenza al missaggio
- Robin Florent – assistenza al missaggio
- Scott Desmarais – assistenza al missaggio
- Jeremie Inhaber – assistenza al missaggio

## Classifiche

### Classifiche settimanali
| Classifica (2019) | Posizione massima |
| ----------------- | ----------------- |
| Australia         | 19                |
| Austria           | 28                |
| Canada            | 10                |
| Danimarca         | 15                |
| Estonia           | 8                 |
| Finlandia         | 16                |
| Francia           | 103               |
| Germania          | 43                |
| Irlanda           | 12                |
| Islanda           | 22                |
| Italia            | 46                |
| Lettonia          | 10                |
| Lituania          | 9                 |
| Norvegia          | 8                 |
| Nuova Zelanda     | 17                |
| Paesi Bassi       | 23                |
| Portogallo        | 28                |
| Regno Unito       | 52                |
| Repubblica Ceca   | 11                |
| Singapore         | 17                |
| Slovacchia        | 6                 |
| Stati Uniti       | 18                |
| Svezia            | 10                |
| Svizzera          | 29                |
| Ungheria          | 9                 |

### Classifiche di fine anno
| Classifica (2019) | Posizione |
| ----------------- | --------- |
| Ungheria          | 85        |